# Sirnach
Sirnach es una comuna suiza del cantón de Turgovia, situada en el distrito de Münchwilen. Limita al norte con la comuna de Münchwilen, al este con Wil (SG), al sureste con Wilen, al sur con Kirchberg (SG), al suroeste con Fischingen, y al oeste con Eschlikon.

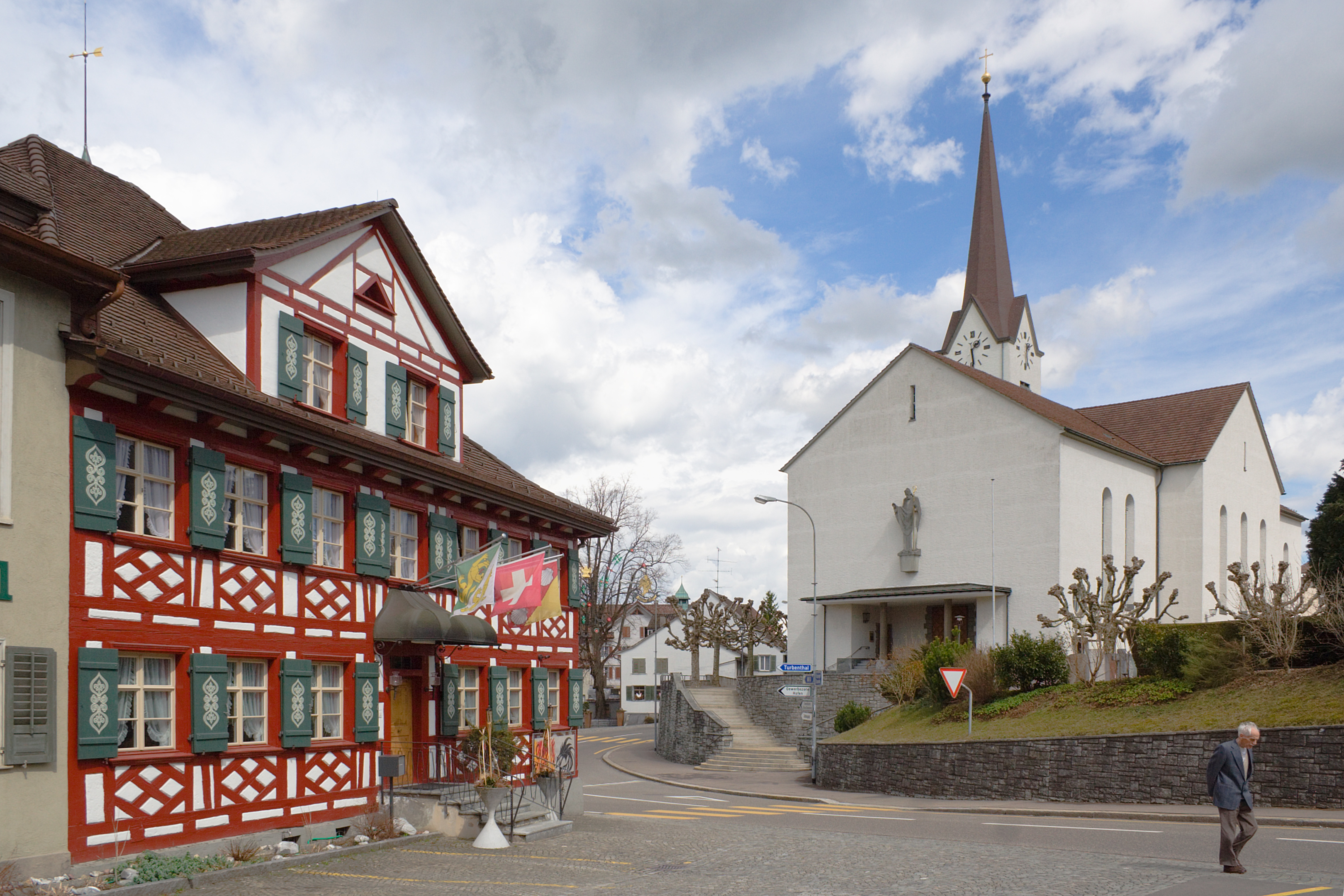
Iglesia católica de Sirnach.